# Juan Giuria
Juan Giuria (Montevideo, 1 de febrero de 1880 - 1957) fue un arquitecto e historiador de la arquitectura uruguayo.

## Biografía
Sus padres fueron José Giuria y Carlota Durán.
Estudió en la antigua Facultad de Matemáticas de Montevideo, graduándose como arquitecto. Se dedicó a la docencia y a la investigación. Promovió el Instituto de Historia de la Arquitectura, y entre sus colaboradores se cuentan Aurelio Lucchini y Elzeario Boix.

## Proyectos
- Pabellón del Hospital Pereira Rossell (1915)
- Hospital Pedro Visca, actual Facultad de Ciencias Económicas y Administración (1923)

## Publicaciones
- La obra arquitectónica hecha por los maestros jesuitas Andrés Blanqui y Juan Prímoli, Revista de la Sociedad de Amigos de la Arqueología, Tomo X, Montevideo, 1947.
- La arquitectura en el Paraguay, Instituto de Arte Americano e Investigaciones Estéticas, Buenos Aires, 1950.
- Modalidades de la arquitectura colonial peruana, El Siglo Ilustrado, Montevideo, 1952.
- La arquitectura en el Uruguay, Imprenta Universal, Montevideo, 1955-1958 (4 tomos).